# Germaine Verschueren
Germaine Hendrika Stephania Verschueren (Antwerpen, 30 juni 1910 - onbekend) was een Belgisch atlete en voetbalster. Zij veroverde als atlete drie Belgische titels.

## Biografie

### Voetbal
Verschueren was ook actief als voetbalster. In 1927 werd ze met Ghent Femina Belgisch kampioen. Het jaar nadien werd ze met Atalante opnieuw kampioen. Ze speelde ook voor de nationale ploeg.

### Atletiek
Tussen 1932 en 1934 behaalde Verschueren drie opeenvolgende titels in het hoogspringen.

### Clubs
Verschueren begon met atletiek bij Antwerpsche Sportgilde. Daarna stapte ze over naar Ghent Femina en daarna voor Atalante, waar ze ook actief was als voetbalster. Ze is de jongere zus van Sidonie Verschueren.

## Belgische kampioenschappen

### atletiek
| onderdeel    | jaar             |
| ------------ | ---------------- |
| hoogspringen | 1932, 1933, 1934 |

### voetbal
- 1927: Belgisch kampioene met Ghent Femina.
- 1928: Belgisch kampioene met Atalante.

## Palmares

### 80 m horden
- 1932:  BK AC

### hoogspringen
- 1932:  BK AC – 1,40 m
- 1933:  BK AC – 1,35 m
- 1934:  BK AC – 1,36 m

### kogelstoten
- 1930:  BK AC – 7,00 m